# Автопортрет (Дюрер, 1500)
 «Автопортрет» («Автопортрет у віці двадцяти восьми років», «Автопортрет в одязі, оздобленому хутром»; нім. Selbstbildnis im Pelzrock) — картина Альбрехта Дюрера, написана на початку 1500 року, — останній з трьох великих автопортретів Дюрера та найвідоміший з них.

## Опис
Автопортрет привертає увагу своєю схожістю з прийнятими в той час в мистецтві зображеннями Христа — симетрія композиції, фарби темних тонів, поворот анфас та рука, піднята до середини грудей, ніби в жесті благословення. Написи на чорному тлі по обидва боки від Дюрера наче ширяють у просторі, підкреслюючи символізм портрета. Легкі тони попередніх автопортретів змінилися приглушеною гамою. У цьому творі Дюрер, здається, підійшов до того, що історик мистецтва Марсель Бріон, називає «класицизмом за Енгром. Обличчя з непохитністю та безособовою гідністю маски, що приховує занепокоєння, потрясіння, біль та пристрасті всередині».
Удавану симетрію картини дещо порушено: голова розташована трохи правіше центру, пасма волосся спадають набік, погляд спрямований ліворуч.
Наприкінці XV — початку XVI століть вид строго в фас був винятком для світського портрета (один з нечисленних прикладів використання такого ракурсу — серія портретів короля Генріха VIII та його дружин, що була виконана Гансом Гольбейном, якому, можливо, було дано спеціальну вказівку використовувати саме цю позу). В Італії профільні зображення змінилися зображеннями в три чверті. У Північній Європі поворот на три чверті з'являється в портретах приблизно з 1420 року, його використав Дюрер в своїх раніших автопортретах. Художники пізнього середньовіччя та раннього Відродження розробляли цей важчий ракурс та пишалися вмінням зображувати модель в три чверті. Для глядача початку XVI століття вид анфас був пов'язаний не зі світським портретом, а з релігійним і, насамперед — зображенням Христа.

## Інші автопортрети Дюрера

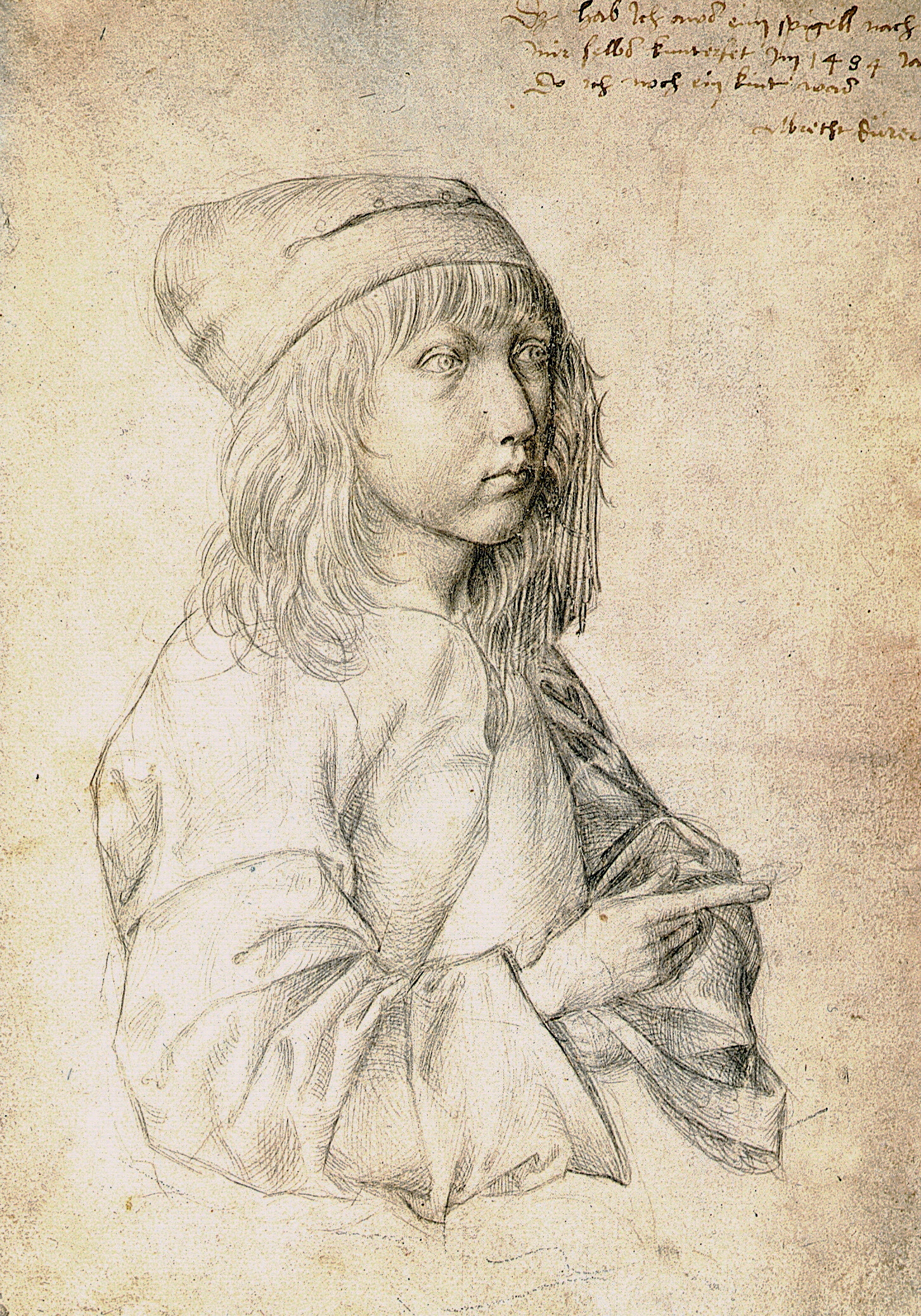
Автопортрет у віці 13 років. Альбертіна, 1484
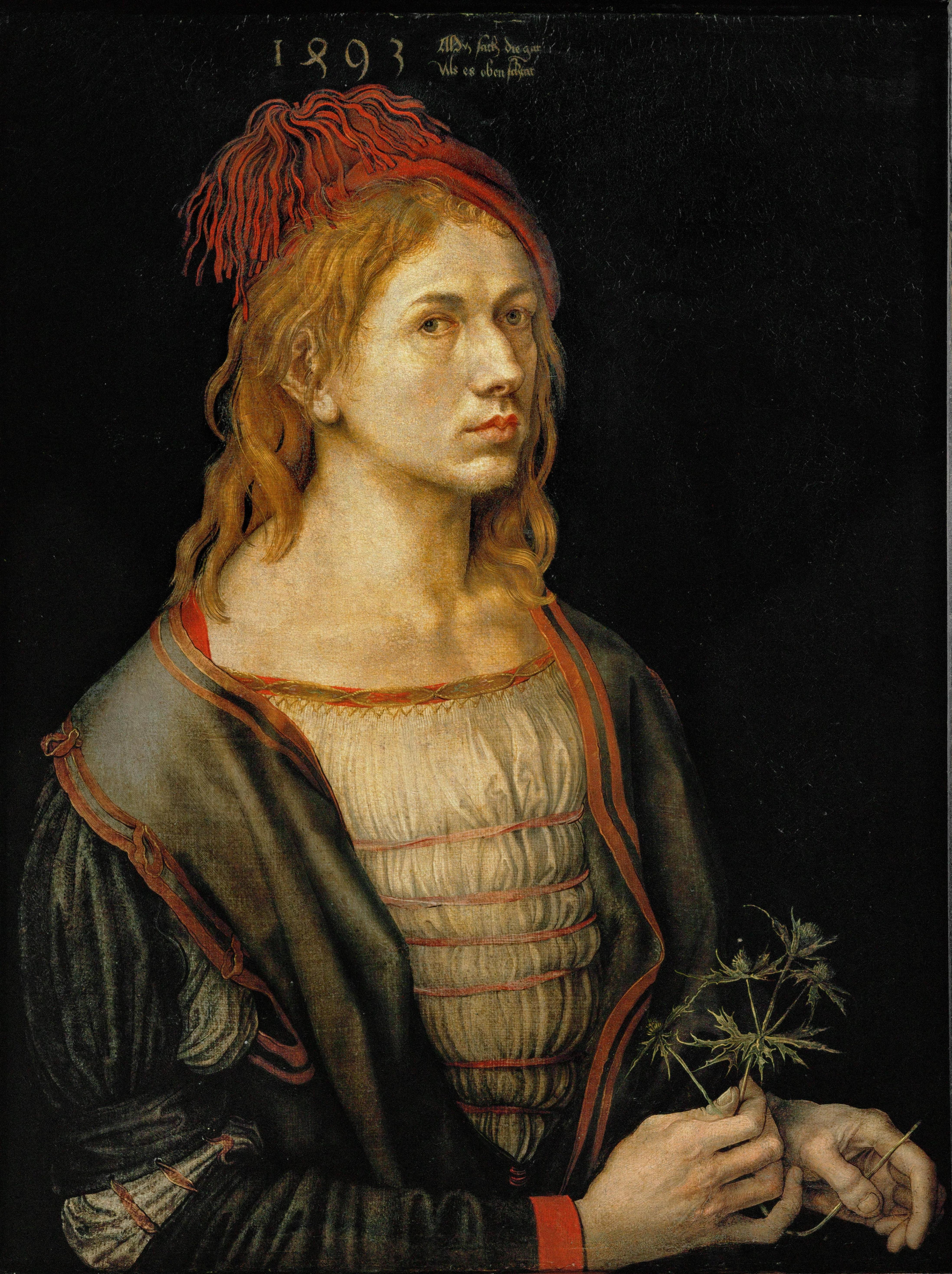
Автопортрет. Лувр, 1493
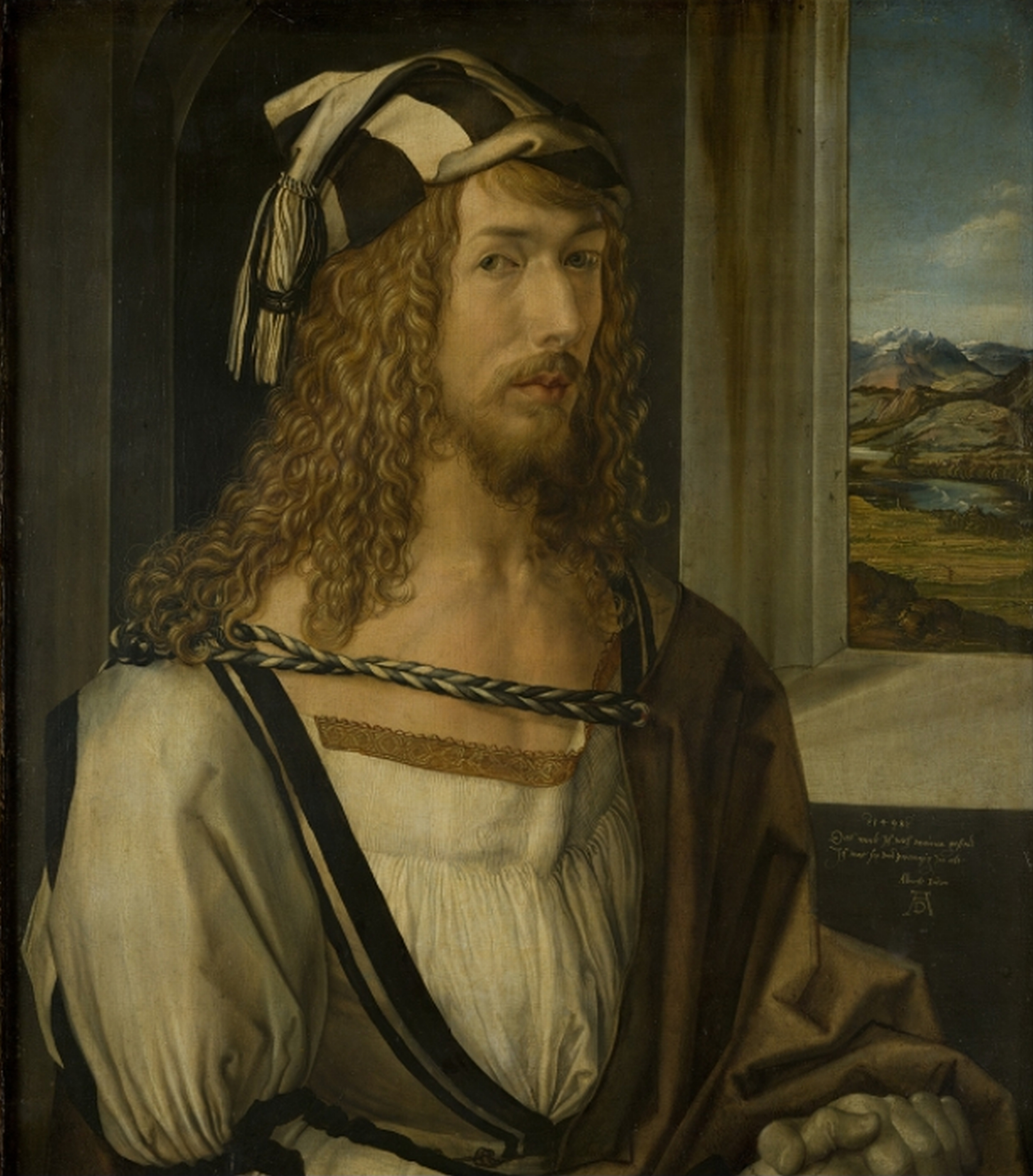
Автопортрет. Прадо, 1498